# 旅美棒球選手
加入美國當地球隊的非美國籍棒球球員，來自世界各地，包括日本、韓國、台灣、中國大陸、加拿大、古巴、多明尼加、墨西哥、委內瑞拉、尼加拉瓜、歐洲等。通常活躍於美國職棒大聯盟、大聯盟底下的培養系統小聯盟或獨立聯盟。

## 現役旅美棒球選手

### 台灣
排序先依照目前等級來排列、再來以加盟年分排列

| 球員     | 加盟年分 | 球隊                   | 母球隊         | 目前等級 | 最高等級 |
| -------- | -------- | ---------------------- | -------------- | -------- | -------- |
| 鄧愷威   | 2017年   | 沙加緬度河貓           | 舊金山巨人     | MLB      | MLB      |
| 鄭宗哲   | 2019年   | 印地安那波利斯印地安人 | 匹茲堡海盜     | AAA      | MLB      |
| 李灝宇   | 2021年   | 托利多泥雞             | 底特律老虎     | AAA      |          |
| 林昱珉   | 2022年   | 雷諾王牌               | 亞利桑那響尾蛇 | AAA      |          |
| 劉致榮   | 2019年   | 波特蘭海狗             | 波士頓紅襪     | AA       |          |
| 林家正   | 2019年   | 南馬里蘭藍蟹           | 南馬里蘭藍蟹   | 獨立聯盟 | AAA      |
| 陳柏毓   | 2020年   | 艾頓那曲球             | 匹茲堡海盜     | AA       | AAA      |
| 莊陳仲敖 | 2022年   | 密德蘭搖滾獵犬         | 奧克蘭運動家   | AA       |          |
| 潘文輝   | 2023年   | 利丁格鬥菲爾斯         | 費城費城人     | AA       |          |
| 張弘稜   | 2022年   | 格林斯波羅蚱蜢         | 匹茲堡海盜     | A+       |          |
| 林振瑋   | 2023年   | 皮歐利亞消防隊長       | 聖路易紅雀     | A+       |          |
| 沙子宸   | 2023年   | 蘭辛螺釘               | 奧克蘭運動家   | A+       |          |
| 林維恩   | 2024年   | 蘭辛螺釘               | 奧克蘭運動家   | A+       |          |
| 林盛恩   | 2023年   | 代托納海龜             | 辛辛那提紅人   | A        |          |
| 沈家羲   | 2024年   | 莫德斯托樫果           | 西雅圖水手     | A        |          |
| 柯敬賢   | 2024年   | 倫秋庫卡蒙加地震       | 洛杉磯道奇     | A        |          |
| 李晨薰   | 2023年   | ACL巨人橘              | 舊金山巨人     | R        |          |
| 陽念希   | 2025年   | ACL巨人                | 舊金山巨人     | R        |          |
| 黃仲翔   | 2025年   | ACL響尾蛇              | 亞利桑那響尾蛇 | R        |          |
| 林鉑濬   | 2025年   |                        | 西雅圖水手     |          |          |
| 林張子俊 | 2025年   |                        | 密爾瓦基釀酒人 |          |          |
| 廖宥霖   | 2025年   |                        | 密爾瓦基釀酒人 |          |          |

### 日本
| 球員         | 初加入年分 | 新合約年分 | 球隊         | 最後母球隊         | 目前等級 | 說明                         |
| ------------ | ---------- | ---------- | ------------ | ------------------ | -------- | ---------------------------- |
| 達比修有     | 2012年     | 2023年     | 聖地牙哥教士 | 北海道日本火腿鬥士 | MLB      |                              |
| 前田健太     | 2016年     | 2025年     | 紐約洋基     | 廣島東洋鯉魚       | AAA      |                              |
| 大谷翔平     | 2018年     | 2024年     | 洛杉磯道奇   | 北海道日本火腿鬥士 | MLB      |                              |
| 菊池雄星     | 2019年     | 2025年     | 洛杉磯天使   | 埼玉西武獅         | MLB      |                              |
| 富岡聖平     | 2020年     | 2020年     | 奧克蘭運動家 | －                 | AA       | 參加奧克蘭運動家的東京測試會 |
| 鈴木誠也     | 2022年     | 2022年     | 芝加哥小熊   | 廣島東洋鯉魚       | MLB      |                              |
| 吉田正尚     | 2023年     | 2023年     | 波士頓紅襪   | 歐力士猛牛         | MLB      |                              |
| 千賀滉大     | 2023年     | 2023年     | 紐約大都會   | 福岡軟銀鷹         | MLB      |                              |
| 西田陸浮     | 2023年     | 2023年     | 芝加哥白襪   | －                 | AA       | 參加大聯盟選秀會             |
| 松井裕樹     | 2024年     | 2024年     | 聖地牙哥教士 | 東北樂天金鷲       | MLB      |                              |
| 山本由伸     | 2024年     | 2024年     | 洛杉磯道奇   | 歐力士猛牛         | MLB      |                              |
| 今永昇太     | 2024年     | 2024年     | 芝加哥小熊   | 橫濱DeNA海灣之星   | MLB      |                              |
| 中村來生     | 2024年     | 2024年     | 邁阿密馬林魚 | 廣島東洋鯉魚       | R        | 僅在日職二軍出賽             |
| 菅野智之     | 2025年     | 2025年     | 巴爾的摩金鶯 | 讀賣巨人           | MLB      |                              |
| 森井翔太郎   | 2025年     | 2025年     | 奧克蘭運動家 | －                 | R        | 未參加日職選秀               |
| 迫勇飛       | 2025年     | 2025年     | 紐約大都會   | －                 | A+       | 未參加日職選秀               |
| 佐佐木朗希   | 2025年     | 2025年     | 洛杉磯道奇   | 千葉羅德海洋       | MLB      |                              |
| 小笠原慎之介 | 2025年     | 2025年     | 華盛頓國民   | 中日龍             | MLB      |                              |

### 韓國
| 球員   | 加入年分 | 球隊                   | 母球隊         | 等級     |
| ------ | -------- | ---------------------- | -------------- | -------- |
| 崔志萬 | 2013年   | －                     | －             | 自由球員 |
| 朴孝俊 | 2015年   | 拉斯維加斯飛行者       | 奧克蘭運動家   | AAA      |
| 裴智桓 | 2018年   | 印地安那波利斯印地安人 | 匹茲堡海盜     | AAA      |
| 崔玄一 | 2018年   | 哈里斯堡參議員         | 華盛頓國民     | AA       |
| 金河成 | 2021年   | 坦帕灣光芒             | 坦帕灣光芒     | MLB      |
| 李智泰 | 2021年   | 灣岸費城人             | 費城費城人     | R        |
| 趙元彬 | 2022年   | 皮奧利亞首領           | 聖路易紅雀     | A+       |
| 嚴亨燦 | 2022年   | 哥倫比亞螢火蟲         | 堪薩斯市皇家   | A        |
| 沈俊錫 | 2023年   | －                     | －             | 自由球員 |
| 李燦率 | 2023年   | 佛羅里達紅襪           | 波士頓紅襪     | R        |
| 張賢碩 | 2023年   | 倫秋庫卡蒙佳地震       | 洛杉磯道奇     | A        |
| 沈凱文 | 2023年   | 希爾斯伯勒啤酒花       | 亞利桑那響尾蛇 | A+       |
| 申優烈 | 2023年   | 查爾斯頓河狗           | 坦帕灣光芒     | A        |
| 崔炳庸 | 2023年   | 艾辛諾湖風暴           | 聖地牙哥教士   | A        |
| 李政厚 | 2024年   | 舊金山巨人             | 舊金山巨人     | MLB      |
| 高祐錫 | 2024年   | 托利多泥雞             | 底特律老虎     | AAA      |
| 金慧成 | 2025年   | 洛杉磯道奇             | 洛杉磯道奇     | MLB      |

### 中國
| 球員   | 加入年分 | 球隊           | 母球隊       | 等級 |
| ------ | -------- | -------------- | ------------ | ---- |
| 秦子墨 | 2022年   | 艾辛諾湖暴風雨 | 聖地牙哥教士 | A    |

## 已離開美國職棒體系之旅美棒球選手
美國職棒匯集來自世界各國的棒球好手，因此競爭相當激烈，每年都有許多球員因進步有限或傷勢影響，離開美職體系並返回母國。

### 台灣
排序依照離開年分來排列
| 球員          | 初加入年分 | 離開年分 | 最後球隊               | 最後母球隊       | 最高等級 | 說明 |
| ------------- | ---------- | -------- | ---------------------- | ---------------- | -------- | --- |
| 譚信民        | 1974年     | 1976年   | 奧古斯塔綠胡蜂         | 舊金山巨人       | A        | 第一個挑戰美國職棒的台灣選手 |
| 陳慶國        | 1998年     | 1999年   | 阿爾崗金伐木工人       | 阿爾崗金伐木工人 | 獨立     | 效力於美國獨立聯盟北方聯盟，後以適應不良返國 |
| 陳金鋒        | 1999年     | 2005年   | 洛杉磯道奇             | 洛杉磯道奇       | MLB      | 2002年9月14日進入大聯盟40人名單，成為第一個登上大聯盟的台灣選手；2005年7月24日遭到洛杉磯道奇隊釋出，後於2006年1月5日正式宣布加盟中華職棒La New熊，成為第一個返國加盟本土職棒的旅美大聯盟球員 |
| 黃俊中        | 2001年     | 2005年   | 波特蘭海狗             | 波士頓紅襪       | AA       | 2005年初由於受傷遭到球隊釋出；同年參加中華職棒替代役選秀，返台加盟中華職棒La New熊，成為第一個返國加盟台灣職棒的台灣旅美球員 |
| 黃佳安        | 2005年     | 2006年   | 亞利桑那水手           | 西雅圖水手       | R        | 因無法準時上課及練球而喪失交換學生資格，將入伍服役 |
| 武昭關        | 2004年     | 2007年   | 金斯頓印地安人         | 克里夫蘭印地安人 | A+       | 自願離隊，已返回台灣 |
| 葉丁仁        | 2006年     | 2007年   | 洛威旋球               | 波士頓紅襪       | A(Short) | 返台加盟中華職棒兄弟象 |
| 蔡欣宏        | 2008年     | 2008年   | 亞利桑那小熊           | 芝加哥小熊       | R        | 原預計2009年正式加入，但因體檢未過，小熊聲稱合約無效 |
| 耿伯軒        | 2005年     | 2008年   | 蘭辛螺釘               | 多倫多藍鳥       | A        | 返台加盟中華職棒La New熊→中信兄弟 |
| 黃志祥        | 2006年     | 2008年   | 灣岸紅襪               | 波士頓紅襪       | R        | 返台加盟中華職棒兄弟象 |
| 林柏佑        | 2007年     | 2008年   | 大瀑布市航海家         | 芝加哥白襪       | R+       | 返台加盟中華職棒Lamigo桃猿 |
| 溫志翔        | 2007年     | 2008年   | 波伊希老鷹             | 芝加哥小熊       | A(Short) | 2008年初遭小熊以進步不佳而釋出 |
| 鄭錡鴻        | 2003年     | 2009年   | 林區堡山貓             | 匹茲堡海盜       | A+       | 返台加盟中華職棒兄弟象→中信兄弟 |
| 林彥峰        | 2005年     | 2009年   | 威廉波特橫鋸           | 費城費城人       | A(Short) | 返台加盟中華職棒興農牛隊→義大犀牛→Lamigo桃猿 |
| 洪晨恩        | 2006年     | 2009年   | 灣岸勇士               | 亞特蘭大勇士     | R        | 因傷被勇士隊釋出 |
| 林旺億        | 2006年     | 2009年   | 洛威旋球               | 波士頓紅襪       | A(Short) | 返台加盟中華職棒Lamigo桃猿 |
| 陳鏞基        | 2004年     | 2010年   | 艾頓那曲球             | 匹茲堡海盜隊     | AAA      | 返台加盟統一7-ELEVEn獅 |
| 增菘瑋        | 2006年     | 2010年   | 亞利桑那印地安人       | 克里夫蘭印地安人 | R        | 返台加盟中華職棒兄弟象→中信兄弟 |
| 郭嚴文        | 2008年     | 2010年   | 畢林斯野馬             | 辛辛那提紅人     | A+       | 返台加盟中華職棒Lamigo桃猿 |
| 陳家駒        | 2008年     | 2010年   | 洛爾紡紗人             | 波士頓紅襪       | A(Short) | 返台加盟中華職棒兄弟象→中信兄弟 |
| 唐肇廷        | 2008年     | 2010年   | 歐尼安塔老虎           | 底特律老虎       | A+       | 返台加盟中華職棒統一7-ELEVEn獅 |
| 紀品宏        | 2009年     | 2010年   | 灣岸海盜               | 匹茲堡海盜       | R        | 返台加盟中華職棒Lamigo桃猿 |
| 陳泓亦        | 2009年     | 2010年   | 灣岸雙城               | 明尼蘇達雙城     | R        | 遭釋出 |
| 徐志維        | 2009年     | 2010年   | 灣岸海盜               | 匹茲堡海盜       | R        | |
| 羅錦龍        | 2002年     | 2011年   | 三城除惡               | 科羅拉多落磯     | AAA      | 返台加盟中華職棒統一7-ELEVEn獅 |
| 黃偉晟        | 2008年     | 2011年   | 灣岸勇士               | 亞特蘭大勇士     | R        | 返台加盟中華職棒義大犀牛→Lamigo桃猿 |
| 王梓安        | 2009年     | 2011年   | 亞利桑那小熊           | 芝加哥小熊       | R        | 返台加盟中華職棒兄弟象→中信兄弟 |
| 紀柏丞        | 2009年     | 2011年   | 亞利桑那紅人           | 辛辛那提紅人     | R        | |
| 胡金龍        | 2002年     | 2012年   | 哥倫布快帆             | 克里夫蘭印地安人 | MLB      | 返台加盟中華職棒義大犀牛；2007年9月1日進入洛杉磯道奇大聯盟40人名單，成為第一個登上大聯盟的台灣內野手 |
| 高國輝        | 2006年     | 2012年   | 傑克森將軍             | 西雅圖水手       | AA       | 返台加盟中華職棒義大犀牛 |
| 林旺衛        | 2006年     | 2012年   | 貝洛伊特齧龜           | 明尼蘇達雙城     | A        | 返台加盟中華職棒義大犀牛 |
| 陳鴻文        | 2007年     | 2012年   | 愛荷華小熊             | 芝加哥小熊       | AAA      | 返台加盟中華職棒兄弟象；2013年中華職棒兄弟象球團願意花費5萬元美金買斷其與芝加哥小熊之合約，創下中華職棒史上向美國職棒球團買斷合約之案例 |
| 張耀文        | 2007年     | 2012年   | 亞利桑那水手           | 西雅圖水手       | R        | 返台加盟中華職棒統一7-ELEVEn獅 |
| 郭勝安        | 2007年     | 2012年   | 孟德斯托樫果           | 科羅拉多落磯     | A+       | 返台加盟中華職棒Lamigo桃猿 |
| 倪福德        | 2009年     | 2012年   | 拉斯維加斯51區         | 底特律老虎       | MLB      | 第一個成功從中華職棒轉美國職棒的台灣選手，後來2015年返台加盟義大犀牛 |
| 郭阜林        | 2009年     | 2013年   | 坦帕洋基               | 紐約洋基         | A+       | 2015年加盟中華職棒統一7-ELEVEn獅,2024年交易到台鋼雄鷹 |
| 羅華韋        | 2009年     | 2013年   | 康乃狄克老虎           | 底特律老虎       | A(Short) | 2014年初,前往日本接受日本職棒日本火腿測試,測試並未通過，後來加盟義大犀牛 |
| 林家慶        | 2010年     | 2013年   | 亞利桑那印地安人       | 克里夫蘭印地安人 | R        | 遭釋出 |
| 蔣智賢        | 2006年     | 2014年   | 包威灣襪               | 巴爾的摩金鶯     | AAA      | 日前前往日本接受四國島聯盟高知鬥犬測試，並錄取。2015年返台加盟中信兄弟 |
| 林哲瑄        | 2007年     | 2014年   | 亞歷桑納聯盟遊騎兵     | 德州遊騎兵       | MLB      | 日前前往日本接受四國島聯盟高知鬥犬測試，並錄取。2015年返台加盟義大犀牛 |
| 陳俊秀        | 2008年     | 2014年   | 哥倫布快艇             | 克里夫蘭印地安人 | AAA      | 返台加盟中華職棒Lamigo桃猿 |
| 羅嘉仁        | 2009年     | 2014年   | 奧克拉荷馬市紅鷹       | 休士頓太空人     | MLB      | 返台加盟中華職棒義大犀牛隊曾效力於美國職棒休士頓太空人，2013年至2014年球季間，曾升上大聯盟，為第十位升上美國大聯盟的台灣球員 |
| 陳敏賜        | 2010年     | 2014年   | 高漠小牛               | 西雅圖水手       | A+       | 遭釋出，後來棄投從打加盟Lamigo桃猿 |
| 陽耀勳        | 2014年     | 2014年   | 灣岸海盜               | 匹茲堡海盜       | R        | 遭釋出，返回台灣加入國訓中心棒球隊,後棄投從打加盟Lamigo桃猿 |
| 王躍霖        | 2009年     | 2015年   | 德多那小熊             | 芝加哥小熊       | A+       | 日前前往日本接受日本職棒阪神虎測試,測試並未通過，現返台加盟Lamigo桃猿 |
| 洪聖欽        | 2009年     | 2015年   | 灣岸海盜               | 匹茲堡海盜       | R        | 返台加盟中華職棒Lamigo桃猿 |
| 潘志芳        | 2010年     | 2015年   | 史塔克頓港口           | 奧克蘭運動家     | A+       | 遭釋出，返回台灣加盟中信兄弟 |
| 廖任磊        | 2014年     | 2015年   | 灣岸海盜               | 匹茲堡海盜       | R        | 遭釋出後加入日職巨人隊、西武隊，現在在中華職棒味全龍 |
| 羅國華        | 2011年     | 2016年   | 洋杉激流市麥粒         | 明尼蘇達雙城     | A        | 遭釋出，返回加盟富邦悍將 |
| 林逸翔        | 2012年     | 2016年   | 亞伯丁鐵鳥             | 巴爾的摩金鶯     | A(Short) | 遭釋出，返回台灣加盟Lamigo桃猿 |
| 郭泓志        | 2000年     | 2017年   | 波特蘭海狸             | 聖地牙哥教士     | MLB      | 2017年，與聖地牙哥教士簽下小聯盟合約，重返美國職棒。同年4月1日因「自認能力不足」離開教士，僅留下大聯盟春訓熱身賽出賽2場的紀錄，返台後同年7月19日加盟富邦悍將 |
| 曹錦輝        | 2003年     | 2017年   | 長島鴨                 | 長島鴨           | MLB      | 2017年2月8日，與獨立聯盟Long Island Ducks簽訂合約。6月19日，宣布自職棒退休 |
| 陳品學        | 2012年     | 2018年   | 馬洪寧河谷拳師狗       | 克里夫蘭印地安人 | A(Short) | 由於在小聯盟數年期間多受傷勢影響，且投球表現不如預期，於2018年開季前遂遭球團釋出，結束6年旅美生涯，並返台參加中職選秀；7月2日，以第3輪第1順位加盟富邦悍將。 |
| 李振昌        | 2008年     | 2018年   | 奧克拉荷馬市道奇       | 洛杉磯道奇       | MLB      | 與家人討論過後，決定行使逃脫合約權利，結束和道奇3A的合約關係，並決定準備返台參加中職選秀；7月2日，以第1輪第3順位加盟中信兄弟。 |
| 王建民        | 2000年     | 2018年   | 堪薩斯市皇家           | 堪薩斯市皇家     | MLB      | 2016年9月18日，遭到堪薩斯市皇家釋出後成為自由球員，仍然持續進行訓練，尋求延續職棒生涯的機會，但仍苦等不到合約；2018年，王建民於春訓時期擔任洋基隊小聯盟的客座教練，同年6月11日於陳金鋒的牽線下在三周內擔任富邦悍將二軍客座投手教練；同年10月再度擔任此職務且長期協助訓練，雖自稱不再以球員身分出場比賽，但仍希望自己保有球員身分，因此未宣布自職棒界退休。2019年，受中華隊總教練洪一中之邀，加入世界棒球12強賽的中華隊教練團，並擔任牛棚教練一職。現擔任中信兄弟教練團，擔任二軍投手教練， |
| 何紹彬        | 2017年     | 2018年   | 魁北克首都             | 魁北克首都       | A+       | 2018年2月遭到邁阿密馬林魚釋出，於5月，加盟美國職棒獨立聯盟魁北克首都隊。2019年2月參加冬季棒球聯盟，2020年加入臺北興富發棒球隊。 |
| 李其峰        | 2016年     | 2020年   | 亞利桑那小熊           | 芝加哥小熊       | R        | 受到COVID-19疫情導致大聯盟停擺，再加上長時間在新人聯盟打轉，考量自己的生涯發展，決定自請離隊返台，並有意參加今年的中華職棒選秀，以第4輪第2順位加盟統一7-ELEVEn獅。 |
| 張進德        | 2012年     | 2020年   | 里奇蒙飛鼠             | 舊金山巨人       | AAA      | 2019年球季結束後，苦等不到合約，決定返台參加春訓，並與富邦悍將簽下自行培訓合約，之後與家人討論後，考慮到家庭因素，決定返台並確定投入今年的中職選秀，以第1輪第3順位加盟富邦悍將。 |
| 王維中        | 2011年     | 2020年   | 匹茲堡海盜             | 匹茲堡海盜       | MLB      | 2019年11月遭到匹茲堡海盜球團移出40人名單後，2020年又受到COVID-19疫情影響導致大聯盟停擺，一直苦等不到合約，於5月與樂天桃猿簽下自主培訓合約，雖曾表示將尋求旅外機會，但不排除投入中職，經過考量後，確定投入2020年中職選秀會，暫時結束8年的旅外生涯，並希望爭取複數年合約，繳出表現後再考慮旅外，以第1輪第1順位加盟味全龍。 |
| 江少慶        | 2011年     | 2021年   | 托利多泥母雞           | 底特律老虎       | AAA      | 2020年受到COVID-19疫情影響與大聯盟失之交臂，2021年2月，決定投入中華職棒選秀，另外也與握有狀元籤的富邦悍將達成共識，有機會開出中華職棒最大合約，以第1輪第1順位加盟富邦悍將。 |
| 吉力吉撈·鞏冠 | 2014年     | 2021年   | 艾克隆航空隊           | 克里夫蘭印地安人 | AAA      | 2020年受到COVID-19疫情影響小聯盟運作完全停擺，2021年成為自由球員後，決定投入今年中華職棒選秀，以第1輪第4順位加盟味全龍。 |
| 胡智爲        | 2013年     | 2021年   |                        | 聖地牙哥教士     | MLB      | 2019年球季後成為自由球員，轉與聖地牙哥教士簽下小聯盟合約。但隔年受到COVID-19疫情影響小聯盟運作完全停擺，2021年再度成為自由球員後，於7月決定投入今年中華職棒選秀，以第1輪第3順位加盟統一7-ELEVEn獅。 |
| 曾仁和        | 2014年     | 2021年   | 亞歷桑納聯盟遊騎兵     | 德州遊騎兵       | MLB      | 2019年4月遭芝加哥小熊隊釋出後，於同月和德州遊騎兵簽訂了小聯盟合約，但因先前改姿勢不適應導致受傷，全年僅在小聯盟出賽2場。同年11月離隊成為自由球員。2020年1月於季中加盟澳洲職棒後，在2月球季結束即離隊。2021年7月決定投入今年中華職棒選秀，以第3輪第2順位加盟樂天桃猿。 |
| 王志庭        | 2017年     | 2021年   | 哥倫比亞螢火蟲         | 堪薩斯市皇家     | A        | 2021年9月遭到堪薩斯市皇家隊釋出，隨即返臺加入臺北興富發棒球隊；2022年6月成為味全龍自行培訓球員，原打算投入今年中華職棒選秀會，但因手傷自認不適合投入選秀，決定不報名2022年中華職棒選秀會；2023年再度投入中華職棒選秀會，但未獲得任一球團指名。 |
| 林鋅          | 2018年     | 2022年   | 灣岸費城人             | 費城費城人       | A+       | 2021年，開季從1A出發，但表現不理想，9月被下放到新人聯盟，12月遭費城費城人隊釋出；2022年1月加入業餘球隊新北禾聯成棒隊，並表態投入今年的中華職棒選秀，但未獲得任一球團指名；2023年以自主球員身份加入味全龍，並於同年6月升格為正式球員。 |
| 徐基麟        | 2018年     | 2022年   | 清水市長尾鮫           | 費城費城人       | A        | 2022年1月遭費城費城人隊釋出；2022年4月表態投入今年的中華職棒選秀，以第2輪第6順位加盟中信兄弟。 |
| 宋文華        | 2016年     | 2022年   | 韋恩堡錫帽             | 聖地牙哥教士     | AAA      | 2022年開季從3A出發，出賽4場，防禦率1.50，之後遭下放高階1A，出賽7場，防禦率2.35，表現不俗，但隨後確診COVID-19進入傷兵名單，康復後被指派去新人聯盟，6月因「人生規劃」自請離隊，並表態投入今年的中華職棒選秀，以第4輪第5順位加盟統一7-ELEVEn獅。 |
| 林凱威        | 2016年     | 2022年   | 長島鴨                 | 長島鴨           | AA       | 2022年開季從2A出發，於5月22日剛出賽1局無失分，隔天卻遭亞利桑那響尾蛇隊釋出，為了延續旅美生涯機會加盟美國職棒獨立聯盟長島鴨隊；6月於中華職棒選秀會報名最後一天，表態投入中華職棒選秀，以第1輪第2順位加盟味全龍。 |
| 鄭浩均        | 2019年     | 2022年   | 湖國碼頭犬             | 湖國碼頭犬       | R+       | 2022年3月遭洛杉磯道奇隊釋出後加盟美國職棒獨立聯盟湖國碼頭犬；6月與家人討論後，於中華職棒選秀會報名最後一天，表態投入中華職棒選秀，並取得湖國碼頭犬隊同意正式離隊，以第1輪第6順位加盟中信兄弟。 |
| 林暉盛        | 2019年     | 2023年   | 倫秋庫卡蒙加震動       | 洛杉磯道奇       | A        | 2022年8月遭洛杉磯道奇隊釋出後，原於2023年4月加入美國獨立聯盟洛基山情緒，但因簽證問題未能成行，並於同年6月成為中信兄弟自行培訓球員，同時決定報名參加今年的投入中華職棒選秀中職選秀會，以第1輪第6順位加盟中信兄弟。 |
| 張景淯        | 2018年     | 2023年   | ACL水手                | 西雅圖水手       | R+       | 2022年8月遭西雅圖水手隊釋出後，原於2023年4月加入美國獨立聯盟洛基山情緒，但因簽證問題未能成行，並於同年6月決定報名參加中職選秀會，以第2輪第4順位加盟味全龍。 |
| 林子偉        | 2012年     | 2023年   | 長島鴨                 | 長島鴨           | MLB      | 2022年8月12日遭紐約大都會隊釋出後，選擇加入獨立聯盟長島鴨隊，2023年7月於中華職棒選秀會報名最後一天，確定投入中華職棒選秀，以第1輪第1順位加盟台鋼雄鷹,8月交易到樂天桃猿。 |
| 陽岱鋼        | 2022年     | 2024年   | 海波恩特搖椅           | 海波恩特搖椅     | 獨立     | 2023年球季結束後成為自由球員；2024年2月，睽違3年重返日本職棒並加盟日職二軍新球隊Oisix新潟Albirex。 |
| 陳聖平        | 2019年     | 2024年   | 阿馬里洛土撥鼠         | 亞利桑那響尾蛇   | AA       | 2019年以30萬美元加盟亞利桑那響尾蛇；2024年6月雖在2A穩定出賽，不過本人仍考慮返台，於是自請離隊，並遭球隊釋出後，決定投入今年的中華職棒選秀，以第1輪第4順位加盟統一7-ELEVEn獅。 |
| 張育成        | 2013年     | 2024年   | 杜罕公牛               | 坦帕灣光芒       | MLB      | 2024年2月與坦帕灣光芒簽下小聯盟合約，並附帶春訓邀請，但在春訓時碰上左腹斜肌傷勢，賽季間又多次受傷而出賽數不多；同年6月在個人臉書宣布「想家」，於是決定投入今年的中華職棒選秀，並以第1輪第1順位加盟富邦悍將，有望成為史上第一位月薪達到兩百萬的選手。 |
| 陳偉殷        | 2012年     | 2024年   | 長島鴨                 | 長島鴨           | MLB      | 2024年與美國獨立聯盟長島鴨隊簽下合約，球季結束後成為自由球員，原先有意征戰2024年的世界棒球12強賽，可惜未能獲得中華隊青睞，後續中華隊有意換人時，本人已經關機無法再配合，因此無緣再次披上國家隊球衣。2025年2月26日，透過個人社群媒體正式宣布退休，結束20年的職業生涯，目前生涯賺逾30億元，仍是台灣棒壇史上收入最高的選手。 |
| 黃暐傑        | 2014年     | 2024年   | 印地安那波利斯印地安人 | 匹茲堡海盜       | MLB      | 2023年，透過規則五選秀被匹茲堡海盜隊選中；但同年4月因進行Tommy John手術而使本季報銷；2024年6月又遭遇肌腱撕裂傷勢，最終在同年8月遭匹茲堡海盜釋出；2025年6月，經紀公司證實其已在截止期限前報名中職季中選秀會，以第1輪第3順位加盟味全龍。 |

### 日本
排序依照離開年分來排列
| 球員       | 初加入年分 | 離開年分 | 最後球隊         | 最後母球隊       | 最高等級 | 說明 |
| ---------- | ---------- | -------- | ---------------- | ---------------- | -------- | --- |
| 村上雅則   | 1964年     | 1965年   | 舊金山巨人       | 舊金山巨人       | MLB      | 第一個挑戰大聯盟的日本選手。後被要求返國加盟日本職棒。 |
| 柏田貴史   | 1997年     | 1997年   | 紐約大都會       | 紐約大都會       | MLB      | |
| 塩屋大輔   | 1998年     | 1998年   |                  |                  |          | 學二年級中途退學後赴美加入獨聯Johnstown隊，為外野手兼投手。之後連續四年參加日本職棒測試，終於在2002年選秀會第七輪被歐力士藍浪隊選中，2005年球季結束後遭到戰力外宣告，退休。 |
| 伊良部秀輝 | 1997年     | 2002年   | 德州遊騎兵       | 德州遊騎兵       | MLB      | 陸續效力於洋基、博覽會、遊騎兵隊，2002年球季結束後遭到釋出，返國加盟日本職棒阪神虎隊，2004年球季結束後宣布退休。2011年自殺身亡。 |
| 鈴木誠     | 1996年     | 2002年   | 堪薩斯市皇家     | 堪薩斯市皇家     | MLB      | 2003年起效力於墨西哥聯盟，2007年8月加盟中華職棒La new熊隊。 |
| 吉井理人   | 1998年     | 2002年   | 蒙特婁博覽會     | 蒙特婁博覽會     | MLB      | 效力於博覽會隊，2002年球季結束後返國加盟日本職棒歐力士藍浪隊。 |
| 野村空生   | 2002年     | 2002年   |                  |                  |          | 又名野村貴仁。效力於密爾瓦基釀酒人隊，該年球季結束後遭到釋出。同年宣佈返國加盟日本職棒歐力士藍浪隊，2004年加入中華職棒誠泰COBRAS隊，出賽一場後宣佈退休。 |
| 小宮山悟   | 2002年     | 2002年   |                  |                  |          | 效力於大都會隊，該年球季結束後遭到釋出。同年宣佈返國加盟日本職棒千葉羅德海洋隊。 |
| 新庄剛志   | 2001年     | 2003年   | 紐約大都會       | 紐約大都會       | MLB      | 2003年球季結束後，遭到紐約大都會隊釋出。同年宣佈返國加盟日本職棒北海道日本火腿鬥士隊，於2006年球季結束後宣佈退休。 |
| 佐佐木主浩 | 2000年     | 2003年   | 西雅圖水手       | 西雅圖水手       | MLB      | 球季結束後，返國加盟日本職棒橫濱灣星隊。後於2005年8月9日宣佈退休。 |
| 中村吉秀   | 2003年     | 2004年   |                  |                  |          | 2005年返國加入日本職棒北海道日本火腿鬥士隊，登入名為MICHEAL。 |
| 後松重榮   | 1997年     | 2005年   |                  |                  |          | 大都會隊小聯盟選手，投手。 |
| 長谷川滋利 | 1997年     | 2005年   | 西雅圖水手       | 西雅圖水手       | MLB      | 2006年1月24日宣佈退休 |
| 木田優夫   | 1999年     | 2005年   | 西雅圖水手       | 西雅圖水手       | MLB      | 2006年返國加入日本職棒養樂多燕子隊。 |
| 石井一久   | 2002年     | 2005年   | 紐約大都會       | 紐約大都會       | MLB      | 2005年12月26日宣佈返國加盟日本職棒東京養樂多燕子隊，2008年加入日本職棒西武獅隊。 |
| 山口鐵也   | 2002年     | 2005年   | 密蘇拉麋鹿       | 亞利桑那響尾蛇   |          | 2006年宣佈返國加盟日本職棒讀賣巨人隊 |
| 荒川祐輔   | 2003年     | 2005年   |                  |                  |          | 2006年加盟中華職棒La New熊隊。 |
| 養父鐵     | 2003年     | 2005年   | 夏洛特騎士       | 芝加哥白襪       | AAA      | 效力於白襪小聯盟，2005年由於服食禁藥被芝加哥白襪隊解約。2006年1月19日宣佈重新加盟中華職棒兄弟象隊。 |
| 多田野數人 | 2004年     | 2005年   | 克里夫蘭印地安人 | 克里夫蘭印地安人 | MLB      | 2008年返國加入日本職棒北海道日本火腿鬥士隊。2014年球季結束後離隊。 |
| 高津臣吾   | 2004年     | 2005年   | 紐約大都會       | 紐約大都會       | MLB      | 芝加哥小熊（受邀春訓）2010年加盟中華職棒興農牛隊為日籍投手年紀最年長，於11月26日遭解約。 |
| 中村紀洋   | 2005年     | 2005年   | 洛杉磯道奇       | 洛杉磯道奇       | MLB      | 2005年效力於洛杉磯道奇隊，於季中被釋出。同年12月21日宣佈返國加盟日本職棒歐力士近鐵野牛隊，現效力為中日龍隊。2010年效力於(樂天金鶯隊)。2011~2014年效力於橫濱DeNA海灣之星。該年結束後引退 |
| 森慎二     | 2006年     | 2007年   |                  |                  |          | 效力於坦帕灣魔鬼魚隊，2007年因右肩脫臼，於6月11日遭釋出。2015年擔任西武獅二軍投手教練。 |
| 大塚晶則   | 2006年     | 2007年   | 德州遊騎兵       | 德州遊騎兵       | MLB      | 德州遊騎兵（DFA） |
| 桑田真澄   | 2007年     | 2007年   | 匹茲堡海盜       | 匹茲堡海盜       | MLB      | 效力於匹茲堡海盜隊，2008年春訓後宣佈退休。 |
| 野茂英雄   | 1995年     | 2008年   | 堪薩斯皇家       | 堪薩斯皇家       | MLB      | 堪薩斯皇家（DFA）。 |
| 井口資仁   | 2005年     | 2008年   | 費城費城人       | 費城費城人       | MLB      | 2009年加盟日本職棒千葉羅德海洋隊。 |
| 藪惠壹     | 2005年     | 2008年   | AZL巨人          | 舊金山巨人       | MLB      | 2010年加盟日本職棒東北樂天金鷲隊。 |
| 福盛和男   | 2008年     | 2008年   | 德州遊騎兵       | 德州遊騎兵       | MLB      | 2009年6月19日返國加入日本職棒東北樂天金鷲隊。 |
| 田口壯     | 2002年     | 2009年   | 芝加哥小熊       | 芝加哥小熊       | MLB      | 2010年1月26日宣佈返國加盟日本職棒歐力士猛牛隊 |
| 城島健司   | 2006年     | 2009年   | 西雅圖水手       | 西雅圖水手       | MLB      | 2010年返國加入日本職棒阪神虎隊。 |
| 小林雅英   | 2008年     | 2009年   | 克里夫蘭印地安人 | 克里夫蘭印地安人 | MLB      | 2010年返國加入日本職棒讀賣巨人隊。 |
| 藪田安彥   | 2008年     | 2009年   | 堪薩斯市皇家     | 堪薩斯市皇家     | MLB      | 2010年返國加入日本職棒千葉羅德海洋隊。 |
| 門倉健     | 2009年     | 2009年   |                  | 芝加哥小熊       | MLB      | 2009年4月2日遭到小熊隊釋出。 |
| 高橋建     | 2009年     | 2009年   | 紐約大都會       | 紐約大都會       | MLB      | 2010年加盟廣島東洋鯉魚。 |
| 松井稼頭央 | 2004年     | 2010年   |                  | 科羅拉多落磯     | MLB      | 返回日本職棒並加盟東北樂天金鷲隊。 |
| 岩村明憲   | 2007年     | 2010年   | 奧克蘭運動家     | 奧克蘭運動家     | MLB      | 2011年返國加入日本職棒東北樂天金鷲隊。 |
| 川上憲伸   | 2009年     | 2010年   | 密西西比勇士     | 亞特蘭大勇士     | MLB      | 2012年返國加入日本職棒中日龍隊。 |
| 井川慶     | 2007年     | 2011年   | 紐約洋基         | 紐約洋基         | MLB      | 2012年返國加入日本職棒歐力士猛牛隊。 |
| 松井秀喜   | 2003年     | 2012年   | 紐約洋基         | 紐約洋基         | MLB      | 日本石川縣能美市人。2003年來到美國職棒大聯盟加盟紐約洋基，守備位置為左外野手，因為受膝傷困擾2009年球季擔任指定打擊。他是2009年世界大賽最有價值球員得主。2012年12月28日宣布退休。 |
| 齋藤隆     | 2006年     | 2012年   | 亞利桑那響尾蛇   | 亞利桑那響尾蛇   | MLB      | 2020年擔任東京養樂多燕子一軍投手教練。 |
| 福留孝介   | 2008年     | 2012年   | 史克蘭頓         | 紐約洋基         | MLB      | 2012年12月25日返國加入日本職棒阪神虎隊。 |
| 五十嵐亮太 | 2010年     | 2012年   | 紐約洋基         | 紐約洋基         | MLB      | 2013年加盟福岡軟銀鷹 |
| 西岡剛     | 2011年     | 2012年   | 明尼蘇達雙城     | 明尼蘇達雙城     | MLB      | 2012年11月20日年返回日本職棒加入阪神虎隊。 |
| 高橋尚成   | 2010年     | 2013年   |                  | 科羅拉多落磯     | MLB      | 2014年加盟橫濱DeNA灣星 |
| 松坂大輔   | 2007年     | 2014年   | 紐約大都會       | 紐約大都會       | MLB      | 2015年返國加入日本職棒福岡軟銀鷹隊，2018年加盟中日龍隊。 |
| 黑田博樹   | 2008年     | 2014年   | 紐約洋基         | 紐約洋基         | MLB      | 2015年返國加入日本職棒廣島東洋鯉魚隊。 |
| 建山義紀   | 2011年     | 2014年   |                  | 紐約洋基         | MLB      | 2014年6月25日年返回日本職棒加入阪神虎隊。 |
| 和田毅     | 2012年     | 2015年   | 芝加哥小熊       | 芝加哥小熊       | MLB      | 2015年11月4日，加盟福岡軟銀鷹隊。 |
| 村田透     | 2011年     | 2016年   | 克里夫蘭印地安人 | 克里夫蘭印地安人 | MLB      | 2016年11月8日年返回日本職棒加入北海道日本火腿鬥士隊。 |
| 大家友和   | 2005年     | 2017年   | 諾佛克潮汐       | 巴爾的摩金鶯     | MLB      | 2018年擔任日本職棒橫濱DeNA灣星隊二軍投手教練。 |
| 上原浩治   | 2009年     | 2017年   | 芝加哥小熊       | 芝加哥小熊       | MLB      | 2017年效力美國職棒大聯盟芝加哥小熊隊，並在球季結束後成為自由球員；因自由球員市場急凍，並打算若無法在大聯盟投球就退休，但卻受到日職前東家的招攬以及對棒球的熱愛，2018年3月9日，決定重返日職並加盟老東家讀賣巨人隊。2019年5月20日於季中宣布退休。                                                                |
| 川崎宗則   | 2012年     | 2017年   | 芝加哥小熊       | 芝加哥小熊       | MLB      | 2017年1月7日，與小熊簽了新的小聯盟合約。但於3月28日被球團釋出後返國加盟老東家福岡軟銀鷹隊;隔年，透過球團發表聲明，表示受自律神經失調影響健康，以自由契約的方式離隊。 |
| 青木宣親   | 2012年     | 2017年   | 紐約大都會       | 紐約大都會       | MLB      | 2017年效力美國職棒大聯盟紐約大都會隊，並在球季結束後取得自由契約；2018年以3年10億日圓的價碼返國加盟老東家東京養樂多燕子隊 |
| 岩隈久志   | 2012年     | 2018年   | 西雅圖水手       | 西雅圖水手       | MLB      | 2017年年底遭西雅圖水手隊買斷合約後變成自由球員，但之後又被西雅圖水手隊簽回，2018年因肩傷困擾未在大聯盟出賽，只在1A出賽2場，球季結束後成為自由球員，2018年12月6日，選擇回日本職棒發展，並加盟讀賣巨人隊。 |
| 鈴木一朗   | 2001年     | 2019年   | 西雅圖水手       | 西雅圖水手       | MLB      | 2019年3月21日，西雅圖水手隊日籍球星鈴木一朗，於大聯盟東京海外開幕戰比賽結束後召開記者會宣布引退，結束日本9年、美國19年共28年職棒生涯；經短暫休息後，於5月起將擔任西雅圖水手隊球團特助兼協助指導3A和大聯盟層級的球員。                                                                                          |
| 牧田和久   | 2018年     | 2019年   | 艾爾帕索吉娃娃   | 聖地牙哥教士     | MLB      | 2017年季後透過入札制度以2年380萬美元的合約加盟美國職棒大聯盟聖地牙哥教士隊，2018年以新人年在大聯盟出賽27場，戰績0勝1敗、防禦率5.40。2019年從小聯盟2A出發，6月18日升上大聯盟，沒有上場比賽，隔日遭球隊指定轉讓，但之後又與球隊簽下小聯盟合約，球季結束後恢復自由球員，返回日本職棒並加盟東北樂天金鷲隊。        |
| 田澤純一   | 2009年     | 2020年   | 亞利桑那紅人     | 辛辛那提紅人     | MLB      | 2020年3月被辛辛那提紅人隊釋出，再加上小聯盟受到新冠肺炎疫情的影響賽事全面取消，決定返回日本找出路。但受到日本職棒所設下的「田澤條款」規定，必須坐2年球監才能回到日職打球，於是先在日本獨立聯盟棲身，曾在BC聯盟的埼玉武藏安打熊隊效力。2021年加入中華職棒並加盟味全龍。                                         |
| 田中將大   | 2014年     | 2021年   | 紐約洋基         | 紐約洋基         | MLB      | 2020年季後與洋基隊結束合約，成為自由球員，不過因大聯盟自由市場受到疫情影響十分冷淡，於是在2021年1月28日決定回歸日本職棒，並加盟老東家東北樂天金鷲隊，以2年9億日圓刷新日職史上最高薪紀錄。 |
| 平野佳壽   | 2018年     | 2021年   | 西雅圖水手       | 西雅圖水手       | MLB      | 2020年轉至西雅圖水手隊，但不幸確診新冠肺炎，隨後歸隊出賽13場吞下1敗，防禦率5.84是大聯盟生涯最差。2020年球季結束後，考量疫情和大聯盟市場行情，最終決定返回日職，和老東家歐力士猛牛隊簽下1年1億5000萬日圓合約。                                                                                                  |
| 山口俊     | 2020年     | 2021年   | 沙加緬度河貓     | 舊金山巨人       | MLB      | 2019年年底與多倫多藍鳥隊簽下2年635萬美元合約，第一年以後援身份出賽17場成績2勝4敗、防禦率高達8.06，2021年初被放入讓渡名單，隨後與舊金山巨人簽下附帶大聯盟春訓的小聯盟合約，本季在3A出賽依舊不理想，4場出賽吞下3敗，防禦率高達6.17，最終與舊金山巨人達成買斷合約共識，決定返回日本職棒，並加盟老東家讀賣巨人隊。 |
| 結城海斗   | 2018年     | 2021年   |                  | 堪薩斯市皇家     |          | 2018年以16歲之姿，跟皇家隊簽約，成為球團史上最年輕海外簽約選手。2021年遭皇家釋出後以19歲的年紀，放棄了職業選手生涯，正式引退。 |
| 秋山翔吾   | 2020年     | 2022年   | 艾爾帕索吉娃娃   | 聖地牙哥教士     | MLB      | 2019年與辛辛那提紅人隊簽下3年2100萬美元的合約；2022年4月被辛辛那提紅人釋出後，與聖地牙哥教士隊簽下小聯盟合約；同年6月再度遭到球隊釋出後，決定重返日本職棒，6月26日與廣島東洋鯉魚隊簽下3年3.5億日圓合約。 |
| 松田康甫   | 2022年     | 2022年   |                  | 洛杉磯道奇       |          | 2022年1月與洛杉磯道奇簽下小聯盟合約，正是從日本獨立聯盟轉往美國職棒大聯盟；但在日本獨立聯盟時期已接受韌帶置換手術，甚至與洛杉磯道奇簽約的時都還在復健期，2022年8月因傷勢的關係一場都沒出賽，便遭到釋出，本人於是決定回日本療傷，並為回歸日本棒球做準備。                                                       |
| 有原航平   | 2021年     | 2022年   | 圓石城快車       | 德州遊騎兵       | MLB      | 2020年透過入札以2年620萬美元轉戰德州遊騎兵，但2年期間大多待在小聯盟，僅在大聯盟出賽15場累積3勝7敗、平均防禦率為7.57；2022年11月成為自由球員後，於2023年1月6日以3年15億日圓返國加盟福岡軟銀鷹隊。 |
| 澤村拓一   | 2021年     | 2022年   | 伍斯特紅襪       | 波士頓紅襪       | MLB      | 效力波士頓紅襪，累積104場出賽，留下6勝2敗13次中繼成功、防禦率3.39的成績，2022年賽季末遭波士頓紅襪釋出後，一度仍有美職球隊青睞，但最終仍決定以複數合約重返日本職棒老東家千葉羅德海洋。 |
| 吉川峻平   | 2018年     | 2023年   | 紹姆堡浪潮       | 紹姆堡浪潮       | AAA      | 2018年因懷有旅美夢與亞利桑那響尾蛇簽下65萬美元，至此違反「田澤條款」，而遭日本球界處分；2022年4月，遭亞利桑那響尾蛇釋出後，加盟美國職棒獨立聯盟紹姆堡浪潮；2023年9月賽季結束後宣布退休。 |
| 筒香嘉智   | 2020年     | 2024年   | 沙加緬度河貓     | 舊金山巨人       | MLB      | 2023年再與舊金山巨人隊簽下簽下小聯盟合約，並附帶大聯盟春訓，但在開季前仍被下放，最終選擇離隊，於2024年4月與日本職棒老東家橫濱DeNA海灣之星簽下3年合約，正式結束4年的旅美生涯，重返日職。 |
| 上澤直之   | 2024年     | 2024年   | 伍斯特紅襪       | 波士頓紅襪       | MLB      | 2023年透過入札以小聯盟約加盟坦帕灣光芒，之後於2024年3月27日被交易至波士頓紅襪，並於5月3日迎來大聯盟初登板，但9日又被降至小聯盟，僅在大聯盟出賽2場共投4局失1分、防禦率2.25的成績，9月又因右手肘受傷於季後未獲得續約，於是重返日本職棒與福岡軟銀鷹簽下4年總額10億日圓的合約。                                    |
| 藤浪晉太郎 | 2023年     | 2025年   | 塔科馬瑞尼爾     | 西雅圖水手       | MLB      | 2025年與西雅圖水手隊簽下小聯盟合約，於3A出賽21場，取得2勝1敗、防禦率5.79，但最終於6月17日遭到釋出，之後於7月15日與日本職棒橫濱DeNA海灣之星簽約，睽違三年重返日本職棒。 |
| 青柳晃洋   | 2025年     | 2025年   | 利丁格鬥菲爾斯   | 費城費城人       | AAA      | 2024年休賽季透過入札制度赴美挑戰，並與費城費城人簽下小聯盟合約，但在3A與2A的表現未達預期，無法晉升大聯盟，最終遭到釋出，並於7月31日重返日職與東京養樂多燕子隊簽約。 |

### 南韓
排序依照離開年分來排列
| 球員   | 初加入年分 | 離開年分 | 最後球隊       | 最後母球隊     | 最高等級 | 說明 |
| ------ | ---------- | -------- | -------------- | -------------- | -------- | --- |
| 李元國 |            |          |                |                |          | 韓國第一位挑戰大聯盟的球員。 |
| 鄭石   |            |          |                |                |          | 韓國第二位挑戰大聯盟的球員。 |
| 徐在煥 |            |          |                |                |          | |
| 曹珍鎬 | 1998年     | 1999年   | 波士頓紅襪     | 波士頓紅襪     | MLB      | 於1999年球季結束後遭釋出。現為三星獅隊二軍投手。 |
| 李尚勳 | 2000年     | 2001年   | 波士頓紅襪     | 波士頓紅襪     | MLB      | 於2001年球季結束後返回韓國加盟職棒LG雙子隊，2004年季末於SK飛龍隊退休。 |
| 奉重根 | 1997年     | 2005年   | 辛辛那提紅人   | 辛辛那提紅人   | MLB      | 2006年返回韓國加入LG雙子隊 |
| 具臺晟 | 2004年     | 2005年   | 紐約大都會     | 紐約大都會     | MLB      | 後於2005球季結束後返回韓國加盟職棒韓火鷹隊。 |
| 崔熙涉 | 1999年     | 2006年   | 杜罕公牛       | 坦帕灣魔鬼魚   | AAA      | 2007年返回韓國加入起亞虎隊 |
| 李承學 | 2001年     | 2006年   | 灣岸費城人     | 費城費城人     | ROK      | 2007年返回韓國加入斗山熊隊 |
| 宋勝準 | 2002年     | 2006年   | 歐瑪哈追風者   | 堪薩斯市皇家   | AAA      | 2007年返回韓國加入樂天巨人隊 |
| 徐在應 | 2002年     | 2007年   | 坦帕灣魔鬼魚   | 坦帕灣魔鬼魚   | MLB      | 2007年返回韓國加入起亞虎隊。 |
| 金善宇 | 1998年     | 2007年   | 辛辛那提紅人   | 辛辛那提紅人   | MLB      | 2008年返回韓國加入斗山熊隊 |
| 金炳賢 | 1999年     | 2007年   | 佛羅里達馬林魚 | 佛羅里達馬林魚 | MLB      | 2014年返回韓國加入耐克森英雄隊 |
| 白嗟承 | 2004年     | 2008年   | 聖地牙哥教士   | 聖地牙哥教士   | MLB      | |
| 柳濟國 | 2001年     | 2010年   | 德州遊騎兵     | 德州遊騎兵     | MLB      | 2013年返回韓國加入LG雙子隊 |
| 朴贊浩 | 1994年     | 2010年   | 匹茲堡海盜     | 匹茲堡海盜     | MLB      | 先後歷經洛杉磯道奇(MLB)、德州遊騎兵隊(MLB)、紐約大都會(MLB)、費城費城人(MLB)、紐約洋基(MLB)、匹茲堡海盜(MLB)的大聯盟球隊，2011年底加盟日本職棒歐力士野牛。                                   |
| 安泰京 | 2008年     | 2010年   | 亞利桑那遊騎兵 | 德州遊騎兵     | ROK      | 2015球季加盟職棒樂天巨人隊。 |
| 河載勳 | 2008年     | 2015年   | 亞利桑那小熊   | 芝加哥小熊     | ROK      | 2019球季加盟職棒SK飛龍隊。 |
| 張必峻 | 2009年     | 2011年   | 歐勒姆貓頭鷹   | 洛杉磯天使     | ROK      | 2015球季加盟職棒三星獅隊。 |
| 丁榮一 | 2007年     | 2011年   | 亞利桑那天使   | 洛杉磯天使     | ROK      | 2014球季加盟職棒SK飛龍隊。 |
| 金載潤 | 2009年     | 2012年   | 密蘇拉麋鹿     | 亞利桑那響尾蛇 | ROK      | 2015球季加盟職棒KT巫師隊。 |
| 金東燁 | 2009年     | 2012年   | 亞利桑那小熊   | 芝加哥小熊     | ROK      | 2016球季加盟職棒SK飛龍隊。 |
| 鄭修旼 | 2009年     | 2013年   | 亞利桑那小熊   | 芝加哥小熊     | ROK      | 2016球季加盟職棒NC恐龍隊。 |
| 林昌勇 | 2013年     | 2013年   | 芝加哥小熊     | 芝加哥小熊     | MLB      | 2016球季加盟前東家起亞虎隊。 |
| 李帶溵 | 2007年     | 2014年   | 愛荷華小熊     | 芝加哥小熊     | MLB      | 2018球季加盟職棒KT巫師隊。 |
| 申真鎬 | 2010年     | 2014年   | 布靈頓皇家     | 堪薩斯市皇家   | ROK      | 2017球季加盟職棒NC恐龍隊。 |
| 金成民 | 2011年     | 2015年   |                | 奧克蘭運動家   | MLB      | 2019球季加盟職棒SK飛龍隊。 |
| 尹錫珉 | 2014年     | 2014年   | 諾佛克潮汐     | 巴爾的摩金鶯   | AAA      | 2015年返回韓國加入前東家起亞虎隊。 |
| 南泰赫 | 2010年     | 2015年   | 奧格登暴龍     | 洛杉磯道奇     | ROK      | 2017球季加盟職棒KT巫師隊。 |
| 文燦鍾 | 2009年     | 2016年   | 圓石城快車     | 休士頓太空人   | AAA      | 2020球季加盟職棒培證英雄隊。 |
| 李學周 | 2011年     | 2016年   | 沙加緬度河貓   | 舊金山巨人     | AAA      | 2019球季加盟職棒三星獅隊。 |
| 尹正玄 | 2013年     | 2016年   | 亞伯丁鐵鳥     | 巴爾的摩金鶯   | Short A  | 2019年返回韓國加入耐克森英雄隊 |
| 李大浩 | 2016年     | 2016年   | 西雅圖水手     | 西雅圖水手     | MLB      | 2017年返回韓國加入前東家樂天巨人隊。 |
| 朴炳鎬 | 2016年     | 2017年   | 明尼蘇達雙城   | 明尼蘇達雙城   | MLB      | 2017年返回韓國加入耐克森英雄隊 |
| 金賢洙 | 2016年     | 2017年   | 費城費城人     | 費城費城人     | MLB      | 2017年返回韓國加入LG雙子隊 |
| 黃載均 | 2017年     | 2017年   | 舊金山巨人     | 舊金山巨人     | MLB      | 2017年返回韓國加入KT巫師隊 |
| 權光旻 | 2016年     | 2018年   |                | 芝加哥小熊     | MLB      | 2022球季加盟職棒韓華鷹隊。 |
| 姜正浩 | 2015年     | 2019年   | 匹茲堡海盜     | 匹茲堡海盜     | MLB      | 2019年8月遭匹茲堡海盜隊釋出後，一度想重返韓職老東家培證英雄隊，但因屢犯酒駕形象遭球迷不買帳，培證英雄隊只能收回合約；2021年12月，據一位球評在自己的YouTube頻道透露，本人已經卸下棒球員身分。 |
| 吳昇桓 | 2016年     | 2019年   | 科羅拉多洛磯   | 科羅拉多洛磯   | MLB      | 2019年8月返回韓國加入前東家三星獅隊。 |
| 秋信守 | 2005年     | 2021年   | 德州遊騎兵     | 德州遊騎兵     | MLB      | 2021年2月決定返回韓國，因受到韓職特別選秀規定，只能加盟SSG登陸者隊，年薪將達到27億韓元。 |
| 梁玹種 | 2021年     | 2021年   | 奧克拉荷馬紅鷹 | 德州遊騎兵     | MLB      | 2021年12月以4年30億韓元，返回韓國加入老東家起亞虎隊。 |
| 金廣鉉 | 2020年     | 2022年   | 聖路易紅雀     | 聖路易紅雀     | MLB      | 2022年3月，因勞資雙方協商始終未達共識，使自由市場停滯不前，所以決定結束兩年旅美生涯、以4年151億韓元返回老東家SSG登陸者隊（前身SK飛龍隊）。                                                   |
| 柳賢振 | 2013年     | 2023年   | 多倫多藍鳥     | 多倫多藍鳥     | MLB      | 2024年2月以8年總值170億韓元，返回韓國加入老東家韓華鷹隊，創下韓職最大合約紀錄。 |

### 中國
| 球員     | 加入年分 | 球隊           | 母球隊         | 等級    |
| -------- | -------- | -------------- | -------------- | ------- |
| 王超     | 2002年   | 亞利桑納水手   | 西雅圖水手     | R       |
| 賈昱冰   | 2007年   | 亞利桑納水手   | 西雅圖水手     | R       |
| 劉凱     | 2007年   | 灣岸洋基       | 紐約洋基       | R       |
| 張振旺   | 2007年   | 灣岸洋基       | 紐約洋基       | R       |
| 許桂源   | 2015年   | 亞柏丁鐵鳥     | 巴爾的摩金鶯   | Short A |
| 宮海成   | 2017年   | 灣岸海盜       | 匹茲堡海盜     | R       |
| 強巴仁增 | 2018年   | 灣岸紅襪       | 波士頓紅襪     | R       |
| 王洋     | 2018年   | 灣岸費城人     | 費城費城人     | R       |
| 伊健     | 2019年   | 亞利桑那釀酒人 | 密爾瓦基釀酒人 | R       |
| 寇永康   | 2019年   | 亞利桑那釀酒人 | 密爾瓦基釀酒人 | R       |
| 趙倫     | 2018年   | 卡羅萊納鯰魚   | 密爾瓦基釀酒人 | A       |

### 印度
林庫辛(Rinku Singh)(2015年—2016年)： 匹茲堡海盜 (A)：第一位打美國職棒的印度人，在小聯盟中度過了好幾個賽季，但只達到了1A的水平，並於2016年卸下球衣；2018年1月13日，與WWE簽約，轉行成為職業摔角選手。